# Palisse
Palisse – miejscowość i gmina we Francji, w regionie Nowa Akwitania, w departamencie Corrèze.
Według danych na rok 1990 gminę zamieszkiwało 256 osób, a gęstość zaludnienia wynosiła 8 osób/km² (wśród 747 gmin Limousin Palisse plasuje się na 385. miejscu pod względem liczby ludności, natomiast pod względem powierzchni na miejscu 145.).